# Basketbola klubs Gulbenes buki
Il B.K. Gulbenes buki è una società cestistica avente sede a Gulbene, in Lettonia. Fondata nel 1997, gioca nel campionato lettone.
Disputa le partite interne nel Gulbenes Sporta centrs.